# Feiticeiro (Jaguaribe)

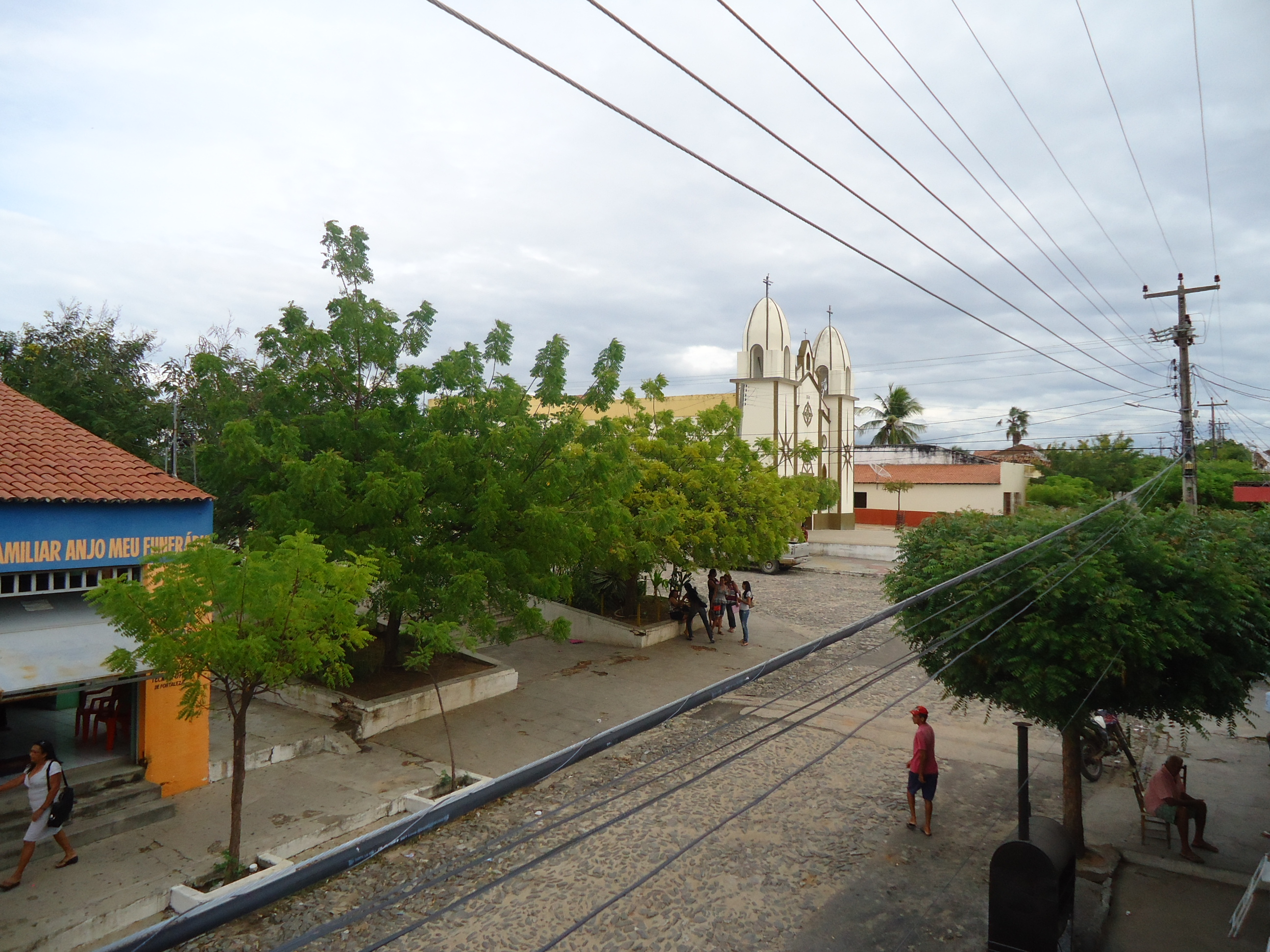
Feiticeiro, rua Santa Terezinha.

Feiticeiro é um distrito brasileiro na cidade de Jaguaribe, estado do Ceará. Fica a 300 quilômetros de Fortaleza e possui registros de ocupação que datam do século XVIII.

## Etimologia
O nome do distrito surgiu a partir do riacho de mesmo nome, localizado na região. Em tempos de seca, o riacho de Feiticeiro (também chamado de Jatubarana) permanecia com água e cercado por uma área verde, levando os moradores a afirmarem que o riacho possuía "feitiço".

## História
De acordo com Valdir Uchoa Ribeiro, no livro Jaguaribe: minha terra, Feiticeiro teria surgido a partir de aglomerado residencial localizado às margens do riacho Jatubarana (ou Feiticeiro), na primeira metade do século XVIII. De fato, o autor registra que, em 1722, Antonio Gonçalves de Sousa possuía o Sítio Poço da Pedra no riacho Jatubarana, e, em 1735, já havia documentos onde era possível encontrar informações sobre a existência de um Sítio Feiticeiro, localizado onde atualmente está o distrito de Feiticeiro.
No século XIX, Feiticeiro permaneceu como uma localidade habitada, próximo ao Jatubarana. Durante o reinado de D. Pedro II, no ano de 1874, a localidade possuía matrículas da Guarda Nacional para o Serviço da Reserva, distribuído no 21º Quarteirão, no sítio Feiticeiro, e no 22º Quarteirão, no sítio Cajazeiras. A Guarda Nacional era uma força paramilitar brasileira, que foi extinta em 1922.

### Açude Joaquim Távora
A história recente de Feiticeiro está relacionada à construção do açude Joaquim Távora, em 1932. A construção possuía tamanha importância que, no dia da inauguração, contou com a presença do então Presidente da República, Getúlio Vargas. O açude foi um dos mais relevantes atrativos para a instalação de moradores no distrito, que se apresentava como uma localidade propícia para escapar das secas, comuns na região. Nesta época, foi construído o conjunto de casas do DNOCS (Departamento Nacional de Obras Contra as Secas, chamado, na época, de IFOCS ou Instituto Federal de Obras Contra as Secas), para servir de residência aos funcionários responsáveis pela administração do açude. O conjunto do DNOCS continua preservado na Avenida Joaquim Távora.
A agricultura irrigada e a piscicultura foram sendo desenvolvidas com a inauguração do açude. Além disso, houve a expansão do setor mercantil, com a implantação de mercearias, lojas de tecido e armazéns. Um dos primeiros comerciantes a se instalar em Feiticeiro foi o sírio-libanês João Félix (em homenagem a ele, existe, em Feiticeiro, a Avenida João Félix, conhecida como "O Dez").

### Igreja de Santa Terezinha

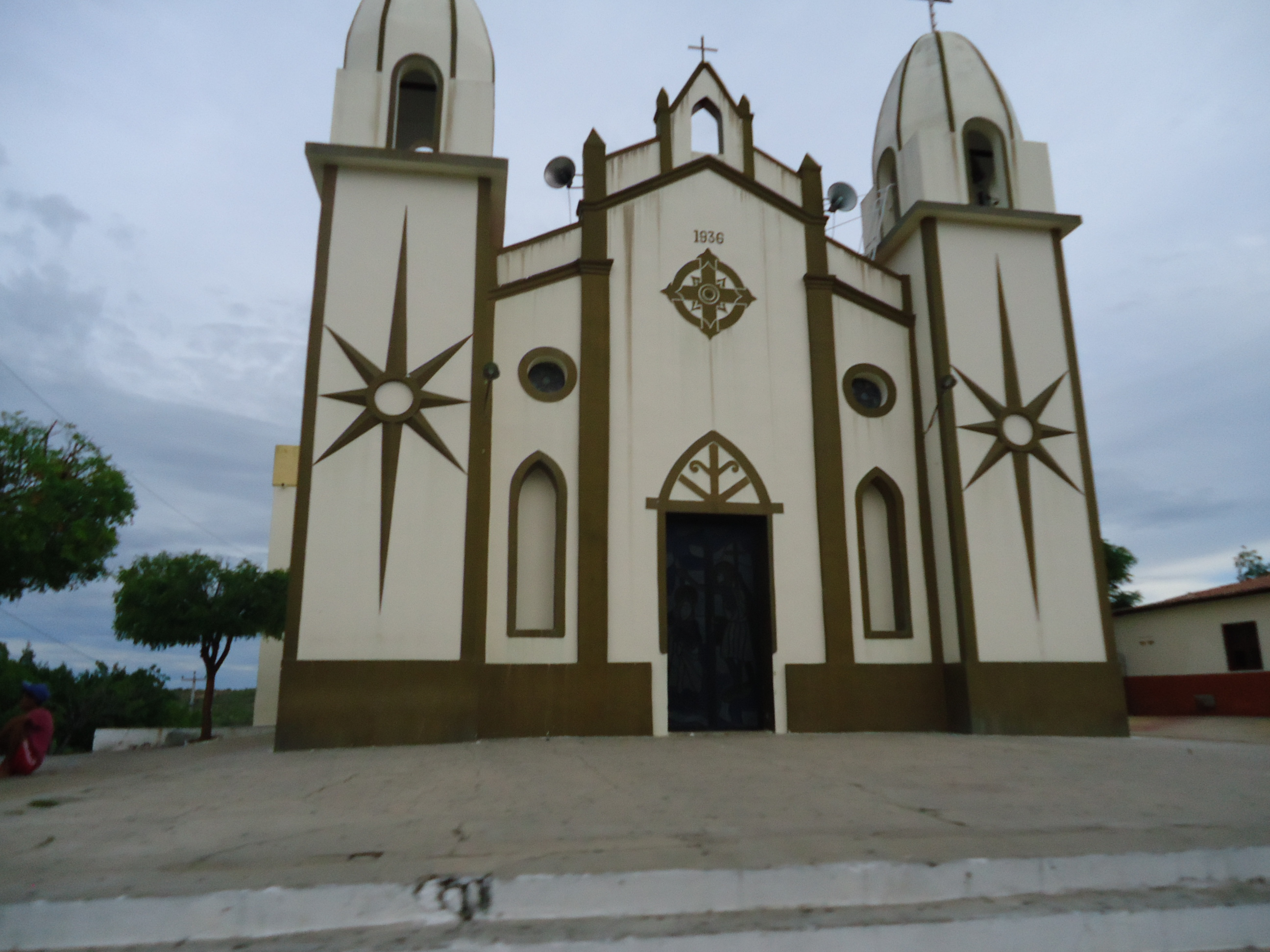
Igreja de Santa Terezinha, exemplo da arquitetura brasileira da década de 1930.

Em 1936, foi construída a capela de Santa Terezinha, cujos festejos paroquiais são comemorados no dia 5 de outubro.
A Igreja de Santa Terezinha é um exemplo da produção arquitetônica brasileira da década de 1930, tendo sido construída de forma a representar uma cruz cristã.
Desde 1963, a igreja de Santa Terezinha é paróquia, desmembrada da de Jaguaribe e pertencente à Diocese de Limoeiro do Norte. O primeiro vigário foi o padre João Eudes da Silveira, pároco em Feiticeiro de 1966 a 1970. A partir de 1970, a paróquia de Santa Terezinha voltou a ter como pároco o vigário da paróquia de Jaguaribe, padre Mauro Monteiro da Silva. Esta situação perdurou até 2003, ano em que foi nomeado o segundo vigário de Feiticeiro, o italiano Alighiero Dalle Pezze. Em 2011, padre Alighiero aposentou-se e voltou a viver na Itália, sendo substituído pelo padre José Airton, natural de Jaguaretama e atual pároco de Feiticeiro.
É interessante notar que a paróquia em Feiticeiro surgiu num período histórico no qual o distrito era cidade, tendo sido desmembrado de Jaguaribe em 1963 (a emancipação, no entanto, só durou dois anos, sendo revertida em 1965).

### Feiticeiro vira distrito e muda de nome
A vila de Feiticeiro foi alçada à condição de distrito no dia 4 de dezembro de 1933, através do decreto estadual nº 1156, tendo sido anexada ao município de Jaguaribe-Mirim (atual Jaguaribe).
Entretanto, Feiticeiro nem sempre foi conhecido pelo nome que possui hoje em dia: de 1936 a 1943, o distrito foi oficialmente nomeado como distrito Joaquim Távora, em homenagem ao jaguaribano nacionalmente famoso.

### Quem foi Joaquim Távora
Joaquim do Nascimento Fernandes Távora (1881-1924) foi engenheiro e militar, nascido na fazenda do Embargo, município de Jaguaribe, irmão do tenente revolucionário Juarez Távora. Estudou na Escola Militar de Porto Alegre e, em 1922, comandava o 17º Batalhão de Caçadores, com sede em Corumbá (MT). Em Mato Grosso, liderou rebelião em solidariedade ao levante  realizado no Rio de Janeiro, no Forte de Copacabana, em 1922, contra o governo de Artur Bernardes. A Revolta dos 18 do Forte de Copacabana, à qual Joaquim Távora deu apoio, deu início ao movimento tenentista.
Além disso, Joaquim Távora foi um dos líderes da Revolta Paulista de 1924, na qual foi gravemente ferido. De fato, em 1924, enquanto estava à frente do ataque ao 5º Batalhão de Polícia, em São Paulo, recebeu o ferimento que o mataria dias depois.
O general Mário Alves Monteiro Tourinho, que ocupou o cargo de Governador do Paraná quando se deu a vitória dos revolucionários de 1930, afirmou, no decreto estadual paranaense n. 332, de 5 de novembro de 1930, que Joaquim Távora era "um dos maiores paladinos de campanha de civismo que culminou na vitória fragorosa da causa revolucionária". Em homenagem a Joaquim Távora, existe no Paraná a cidade de Joaquim Távora, assim como o açude e uma importante avenida em Feiticeiro.

### O curto período de emancipação política
Um fato pouco conhecido pelos moradores locais é o de que Feiticeiro já foi cidade. De fato, o distrito foi considerado independente de Jaguaribe durante dois anos: de 1963 a 1965.
Na década de 1960, o Brasil vivia um período de efervescência da esquerda, estando a Presidência da República nas mãos de João Goulart. Em 1964, no entanto, os militares tomaram o poder, inaugurando o período que ficou conhecido como o do Regime militar no Brasil (1964–1985). Em Feiticeiro, a população viveu um breve período de emancipação política. O distrito foi declarado como município independente de Jaguaribe no dia 21 de maio de 1963, embora a independência não tenha perdurado: no dia 14 de dezembro de 1965 (quando o Brasil já estava sob o domínio dos militares), Feiticeiro voltou a ser considerado distrito de Jaguaribe.
Atualmente, existem discussões acerca da possibilidade de que o distrito seja emancipado de Jaguaribe, formando, juntamente com o distrito de Nova Floresta, uma nova cidade. Há, no entanto, fortes controvérsias para o projeto, que pretende unir duas localidades culturalmente diferentes e com ânsias específicas de conseguirem, cada uma, constituírem-se como sede de um novo município.

## Geografia

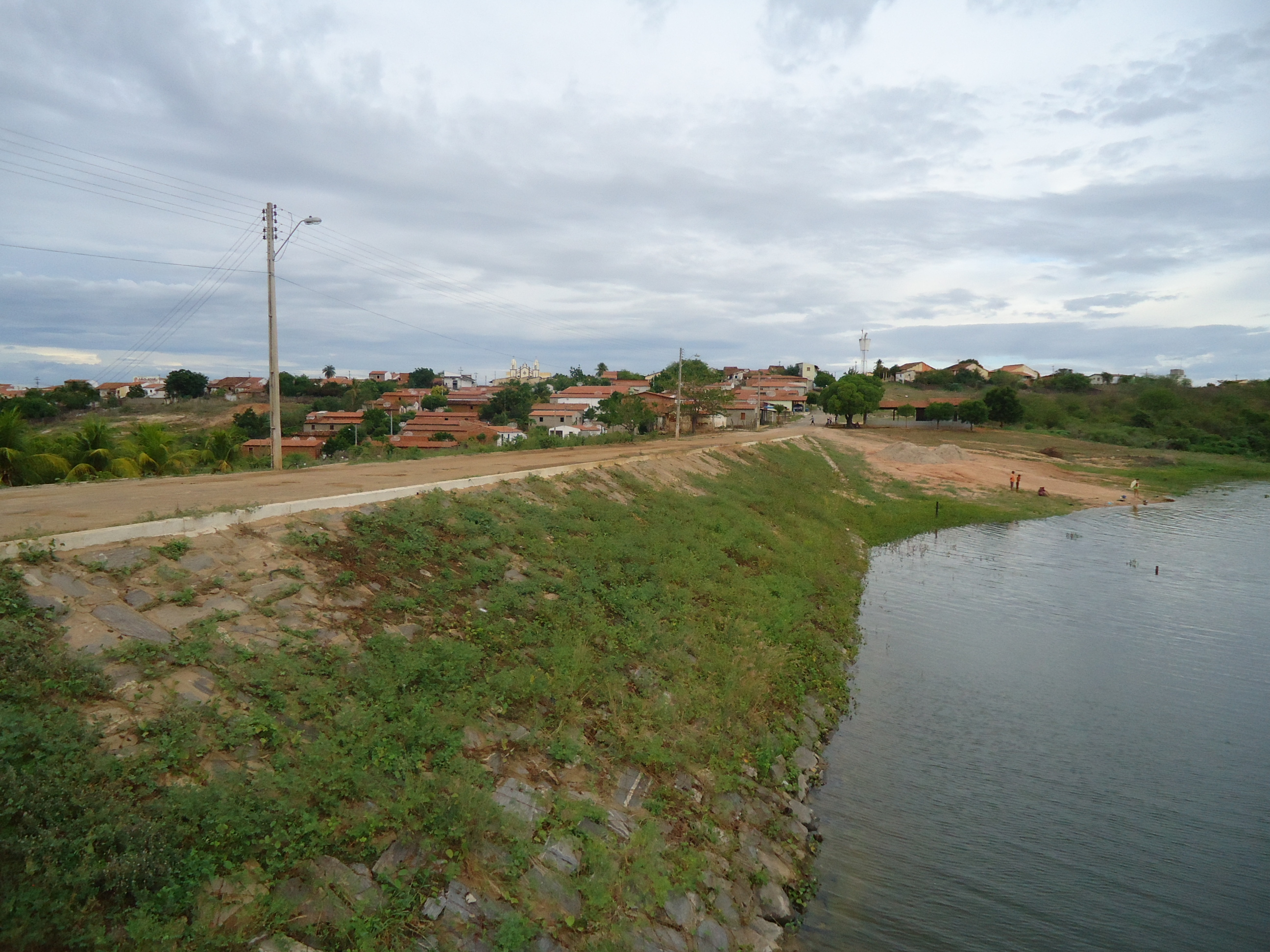
Açude Joaquim Távora, propício para atividades como pesca e recreação.

A área do distrito é de 387,28 Km². De acordo com dados do IBGE (Censo 2000), a população feiticeirense é de 5.536. Ao sul, Feiticeiro faz fronteira com o município de Orós; ao leste, com o distrito de Mapuá e, ao oeste, com o distrito de Nova Floresta.
A estação chuvosa é curta, compreendendo os meses de janeiro a maio, e as temperaturas são altas ao longo de todo o ano. Há um baixo teor de água subterrânea, devido à predominância do terreno cristalino.
O bioma que se apresenta em Feiticeiro é o da caatinga, sobretudo a arbustiva aberta e a arbustiva densa. Apenas na parte sul do distrito é possível encontrar uma pequena porção de caatinga arbórea. A área de Feiticeiro está vulnerável à desertificação.

## Economia
A pesca, a pecuária e a agricultura são as principais atividades econômicas.

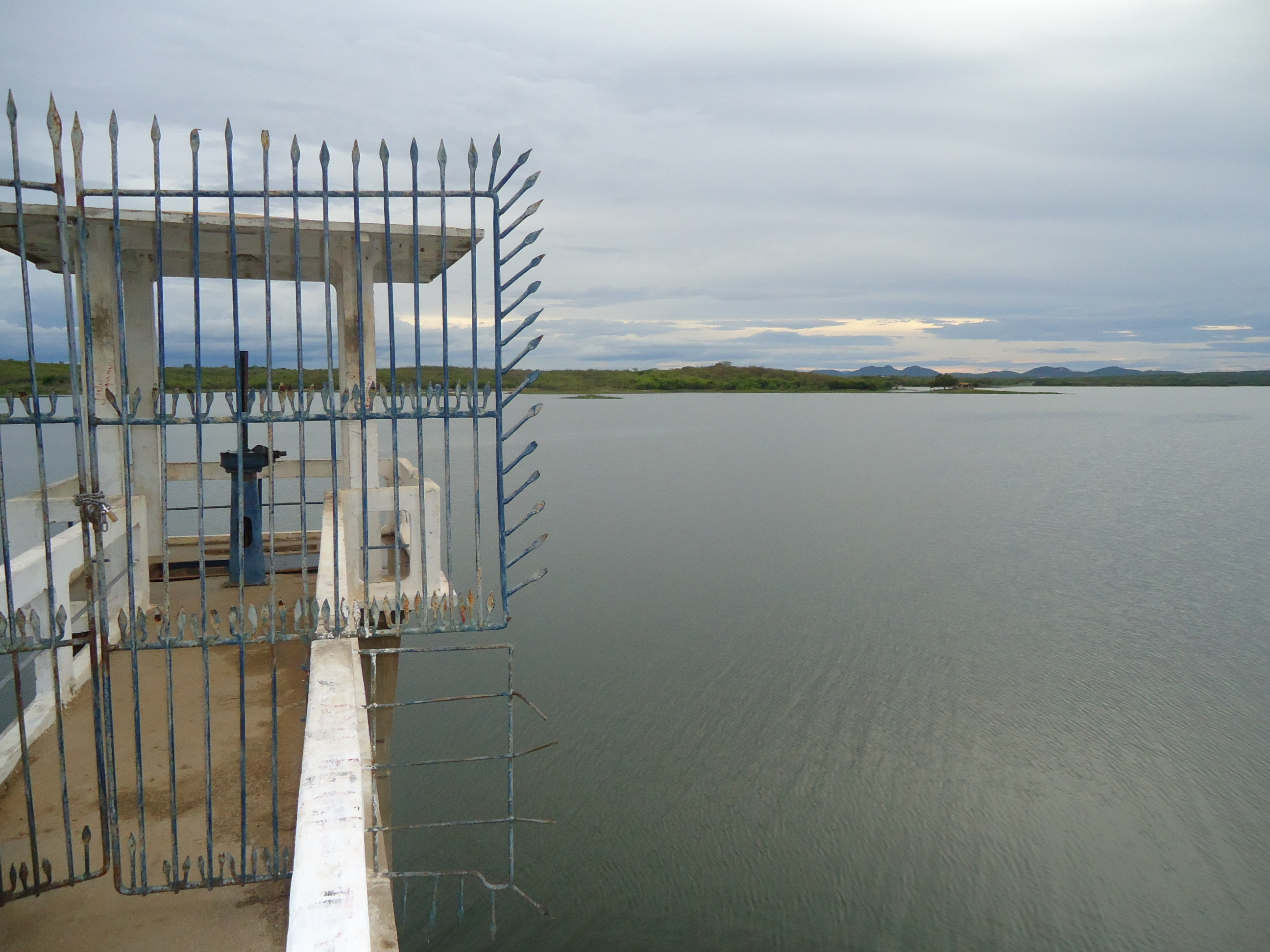
Açude Joaquim Távora, visto a partir da galeria. O açude é importante fonte de renda e abastecimento.

A pesca é realizada sobretudo no açude Joaquim Távora, no qual é possível encontrar, inclusive, o camarão de água doce, além de tilápia, corró, traíra, tucunaré, entre outros. Na pecuária, têm destaque a caprinocultura e a bovinocultura, havendo grande relevo na comercialização de leite. A agricultura é voltada, principalmente, para o plantio de milho e feijão. Feiticeiro possui um comércio relativamente bem desenvolvido, e apresenta produção e venda de artesanato e de queijo coalho. Apesar disso, o desemprego no distrito é amplo, resultando em grande emigração.

## Fatos relevantes
- É o primeiro distrito do Ceará a oferecer ensino médio e também o primeiro a ser sede de uma paróquia, de acordo com dados fornecidos por Valdir Uchoa Ribeiro.
- Um dos repentistas mais antigos em atividade e de maior renome do Brasil é o feiticeirense Francisco Maia de Queiroz, também conhecido como Louro Branco.[8] É repentista desde os 12 anos de idade, tendo recebido diversos prêmios pela arte que domina desde a infância.[9]
- A arte plástica também tem se desenvolvida na cidade, Um dos artistas conhecido na área desenho e pintura entre 2002 a 2006 foi o Manoel Valdenir da Silva, conhecido pelo nome artístico de (DENIR). Pela pequena demanda na época e outras dificuldades de manter o seu excelente trabalho mudou-se para capital Fortaleza e posteriormente Sao Paulo para adquirir novas experiencias na área.